# (5138) Gyoda
(5138) Gyoda ist ein Asteroid des Hauptgürtels, der am 13. November 1990 von den japanischen Astronomen Tsutomu Hioki und Shūji Hayakawa an der Sternwarte in Okutama (IAU-Code 877) bei Tokio entdeckt wurde.
Der Asteroid gehört zur Themis-Familie, einer Gruppe von Asteroiden, die nach (24) Themis benannt wurde.
(5138) Gyoda wurde nach der Stadt Gyōda im Norden der Präfektur Saitama benannt.